# Chalarodes bisetis
Chalarodes bisetis är en svampart som beskrevs av McKenzie 1991. Chalarodes bisetis ingår i släktet Chalarodes, divisionen sporsäcksvampar och riket svampar.   Inga underarter finns listade i Catalogue of Life.